# Sarapiquí
Sarapiquí is een stad (ciudad) en gemeente (cantón) in het noordoosten van Costa Rica, in de Caribische laaglanden.
De grootste bron van inkomsten is landbouw met voornamelijk ananas, bananen, suikerriet en veeteelt. De eigenlijke stad heeft drie banken, drie supermarkten, een dokter, internetcafés en een aantal kleine familiebedrijfjes. Het toerisme speelt een belangrijke rol.
De natuur rondom Puerto Viejo heeft een grote biodiversiteit, wat ecotoeristen en vogelaars aantrekt. Op de rivieren wordt ook geraft.
De gemeente met haar 74.400 inwoners wordt onderverdeeld in vijf deelgemeenten (distrito): Puerto Viejo (de hoofdstad), Cureña, La Virgen, Las Horquetas en Llanuras del Gaspar.
Barva · Belén · Flores · Heredia · San Isidro · San Pablo · San Rafael · Santa Bárbara · Santo Domingo · Sarapiquí